# Mushroomhead
Mushroomhead är ett amerikanskt metalband från Cleveland, Ohio. De bildades 1993 och bandets musik kan beskrivas som en blandning av alternative, heavy metal och electro-industrial. Medlemmarna i Mushroomhead har gjort sig kända för att bära masker, och genom sin "X Face"-logga, som de vanligen bär på de flesta medlemmarnas masker och på kläder och annat.

## Image
Bandet använde från början masker och scennamn för att inte komma i konflikt med sina ursprungliga band. Bandets look har förändrats genom åren, vid varje skivsläpp. Beslutet att maskera sig kom inte enkelt, det har lett till kontroverser. Från början hade de olika masker på varje medlem, sedan hade de under en tid likadana masker på alla, och numera har de återigen olika masker på varje medlem.

## Rivalitet med Slipknot
Sedan 1999 har Mushroomhead haft en fejd med Slipknot. Bråket startade genom liknande gimmickar mellan banden. Många Mushroomhead-fans säger att Slipknot stal deras gimmick med masker, och vice versa. I en intervju sade den förra sångaren i Mushroomhead:
"It seems a little strange, because they look so much like us and they have the same number of members and some of the same masks, and it was a little too strange that their record label had this material. I think it's obvious that they borrowed material from our show"
"Det verkar lite underligt, för de liknar oss så mycket och de har lika många medlemmar och vissa likadana masker, och det var lite för konstigt att deras skivbolag hade detta material. Jag tycker att det är uppenbart att de lånade material från vår show"
Fejden mellan Mushroomhead och Slipknot tog slut redan efter Slipknot-basisten Paul Grays bortgång, där bandet meddelade på sin My Space-sida: "R.I.P. Paul Gray, This feud needs to end. Much Love and Respect to the guys in Slipknot".

## Medlemmar
Nuvarande medlemmar
- Steve Felton ("Skinny") – trummor, slagverk (1993–Nuvarande)
- Dave Felton ("Gravy") – gitarr (1999–2012, 2022–Nuvarande)
- Ryan Farrell ("Dr. F") – basgitarr (2012–Nuvarande)
- Robbie Godsey ("Roberto Diablo") – slagverk, elektronik (2013–Nuvarande)
- Steve Rauckhorst  (-) - Vokalist (2018-Nuvarande)
- Jackie LaPonza - sång (2020-Nuvarande)
- Joe Gaal ("Jenkins") - Gitarr (2021-Nuvarande)
- Scott Beck (-) – sång (2024–Nuvarande)
- Ayden Kerr (-) – trummor (2024–Nuvarande)

Tidigare medlemmar
- Tom Schmitz ("Shmotz") – keyboard (1993–2015)
- John Sekula ("J.J. Righteous") – gitarr (1993–2001; död 2010)
- Richie Moore ("Dinner") – gitarr (1993–1998)
- Marko Vukcevich ("Bronson") – dans (1993–1995), turntables, sampling (1995–2001), gitarr (2001–2006)
- Joe Lenkey ("DJ Virus") — turntables (1993–1995)
- Joe Kilcoyne ("Mr. Murdernickel") – basgitarr (1993–1995)
- Jessica Haney ("Roxy") – dans, elektronik (1993–2000)
- Jack Kilcoyne ("Pig Benis") – basgitarr (1995–2012)
- Waylon Reavis ("Waylon") – sång, growl (2004–2015)
- Daniel Fox ("Lil' Dan") – slagverk, elektronik (2006–2012)
- Jeffrey Hatrix ("Jeffrey Nothing") – sång (1993–2018 )
- Tommy Church ("Chruch") – gitarr (2012– 2018)
- Tommy Shaffner ("Tankx") - Gitarr (2018-2021)
- Jason Popson ("J-Mann") – sång (1993–2004, 2013–2022)
- Rick Thomas ("ST1TCH") – turntables, vattentrummor, elektronik, sampling (2001– 2022)

Turnerande medlemmar
- Jackie LaPonza – sång (2014–2016)
- Jessica ("Roxy") Haney – dancing (1993-2000)

## Diskografi
Studioalbum
- 1995: Mushroomhead
- 1996: Superbuick
- 1997: Remix
- 1999: M3
- 2001: XX
- 2003: XIII
- 2006: Savior Sorrow
- 2010: Beautiful Stories for Ugly Children
- 2014: The Righteous & the Butterfly
- 2020: A Wonderful Life
- 2024: Call The Devil

EP
- 2001: Filthy Hands Sampler

Singlar
- 2001: "Solitaire Unraveling"
- 2002: "Along the Way"
- 2003: "Sun Doesn't Rise"
- 2007: "12 Hundred"
- 2010: "Come On"